# Romeinse burgeroorlog (425)
De Romeinse burgeroorlog van 425 was een korte burgeroorlog tussen de West-Romeinse keizer Johannes en de Oost-Romeinse keizer Theodosius II. Na oplopende spanningen vonden er in Italië gevechten plaats tussen de legers van beide rijkshelften. Desondanks werd het conflict niet door strijd beslist, maar door een samenzwering waarbij de westelijke keizer gevangen genomen werd en kort daarna vermoord. 

## Achtergrond
Johannes werd reeds bij de aanvang van zijn bewind op 20 november 423 niet als keizer erkend door het oostelijk hof in Constantinopel, maar als een usurpator beschouwd. Hij werd na de dood van zijn voorganger Honorius, de neef van de oostelijke keizer, door Castinus, patricius en magister militium van het westelijke leger, naar voren werd geschoven als opvolger. Zijn bewind werd niet erkend in de Noord-Afrikaanse provincie, bestuurt door comes Africae Bonifatius.

## De burgeroorlog
In 424 liepen de diplomatieke spanningen tussen de twee rijkshelften verder op toen Theodosius zijn neefje Valentinianus tot Caesar van het westelijke deel benoemde met zijn moeder Placidia als Augusta.  Proper schrijft dat een Italiaans veldleger zonder succes tegen Bonifatius in Africa ten strijde trok en dat het westelijke leger werd verzwakt door de aldaar geleden verliezen.De bucellari, het sterke privé leger van Bonifatius, speelde hierin een beslissende rol. 
Johannes vreesde een aanval uit het oosten en stuurde zijn generaal Aetius op een missie naar de Hunnen voor militaire hulp. Voordat deze hulp arriveerde besloot Theodosius tot actie over te gaan en gaf opdracht aan zijn opperbevelhebber magister militum Ardaburius om het bewind van Johannes omver te werpen. Ardaburius maakte zijn leger gereed, voerde zelf het commando over de vloot en stuurde zijn zoon Aspar over de landweg door Dalmatia naar Italia. Het oostelijke leger landde begin 425 in Aquileia en nam de stad in een handomdraai in. Enige tijd later arriveerde het veldleger van Aspar en sloot zich aan bij de hoofdmacht van Ardaburius.
Spoedig daarna braken gevechten uit tussen het westelijke en oostelijke leger waarbij Ardaburius bij toeval in de handen viel van het westelijke leger. Met betrekking tot deze gebeurtenis zijn de bronnen vaag en tegenstrijdig. Volgens Prosper werd het keizerlijk hof te Ravenna aangevallen en ingenomen. Johannes van Antiochië  daarentegen stelt dat een herder het leger van Aspar veilig door de moerassen leidde die de stad beschermden en dat medestanders voor hen de poort openden. 
Desalniettemin werd de gevangen genomen opperbevelhebber goed behandeld door Johannes. Mogelijk hoopte de keizer alsnog tot een akkoord te kunnen komen met Theodosius II. Volgens Stewart Oost slaagde Ardaburius er tijdens zijn gevangenschap in een aantal West-Romeinse officieren aan te zetten een staatsgreep te plegen tegen keizer Johannes, welke vervolgens ook slaagde. Het garnizoen van Ravenna opende de poorten voor het Oost-Romeinse leger waarna de keizer gevangen kon worden genomen.

## Afloop
Na zijn gevangenneming werd Johannes in mei 425 onthoofd nadat men hem eerder een hand was afgeslagen.  Drie dagen na zijn dood vond er nog een veldslag plaats tussen Aspar en Aëtius, die eindigde in een gelijkspel. Aëtius sloot vervolgens een akkoord met Ardaburius en Aspar en trad in dienst van de nieuwe West-Romeinse regering. Valentinianus III werd kort daarna aangesteld als keizer in het Westen. Castinus, de opperbevelhebber van het westelijke leger werd uit zijn functie ontheven en daarna verbannen.